# Panzerregiment Major Rettemeier
Het Panzerregiment Major Rettemeier  was een Duits tankregiment van de Wehrmacht tijdens de Tweede Wereldoorlog.

## Krijgsgeschiedenis
Panzerregiment Major Rettemeier werd opgericht op 8 april 1945.

Dit was een provisorisch of ad hoc panzerregiment, opgericht onder de bevelhebber van Panzerlehrgänge Erlangen (Panther)/O.B.-Schule, met gebruikmaking van II./Panzerregiment 22 dat nog op Panther’s aan het omschakelen was op Oefenterrein Grafenwöhr
Het regiment maakte bij oprichting deel uit van de Panzerbrigade von Hobe en bleef dat gedurende zijn hele bestaan.
Het regiment capituleerde (met de rest van de brigade) in het gebied rond Aschau im Chiemgau (op de Elandalm) aan Amerikaanse troepen op 5 mei 1945.

## Samenstelling bij oprichting
- I. Abteilung (ex.II./Panzerregiment 22)(ook bekend als Pz.Abt. Vierzig)
- II. Abteilung (ook bekend als Pz.Jg.Abt. Zaage)

## Wijzigingen in samenstelling
Niets bekend.

## Opmerkingen over schrijfwijze
- Abteilung is in dit geval in het Nederlands een tankbataljon.

## Commandanten
| Rang  | Naam              | Begin        | Eind       |
| ----- | ----------------- | ------------ | ---------- |
| Major | Joseph Rettemeier | 8 april 1945 | 5 mei 1945 |

Panzerregiment 1 · Panzerregiment 2 · Panzerregiment 3 · Panzerregiment 4 · Panzerregiment 5 · Panzerregiment 6 · Panzerregiment 7 · Panzerregiment 8 · Panzerregiment 9 · Panzerregiment 10 · Panzerregiment 11 · Panzerregiment 15 · Panzerregiment 16 · Panzerregiment 17 · Panzerregiment 18 · Panzerregiment 21 · Panzerregiment 22 · Panzerregiment 23 · Panzerregiment 24 · Panzerregiment 25 · Panzerregiment 26 · Panzerregiment 27 · Panzerregiment 28 · Panzerregiment 29 · Panzerregiment 31 · Panzerregiment 33  · Panzerregiment 35 · Panzerregiment 36 · Panzerregiment 39 · Panzerregiment 69 · Panzerregiment 80 · Panzerregiment 100 · Panzerregiment 101 · Panzerregiment 102 · Panzerregiment 116 · Panzerregiment 118 · Panzer-Lehr-Regiment 130 · Panzerregiment 201 · Panzerregiment 202 · Panzerregiment 203 · Panzerregiment 204 · Schweres Panzer-Regiment Bäke · Panzerregiment Brandenburg · Panzerregiment Coburg · Panzerregiment Feldherrnhalle · Panzerregiment Feldherrnhalle 2 · Panzerregiment Hermann Göring · Panzerregiment Großdeutschland · Panzerregiment Kurmark · Panzerregiment von Lauchert · Panzerregiment Major Rettemeier · Fallschirm-Panzerregiment 1 · Fallschirm-Panzerregiment 21 · SS-Panzerregiment 1 LSSAH · SS-Panzerregiment 2 · SS-Panzerregiment 3 · SS-Panzerregiment 5 · SS-Panzerregiment 9 · SS-Panzerregiment 10 · SS-Panzerregiment 11 · SS-Panzerregiment 12